# ФК Селевац
ФК Селевац је cрпcки фудбалских клуб из клуб из Селевца, општина Смедеревска Паланка. Клуб се тренутно такмичи у Зони Дунав, четвртом такмичарском нивоу српског фудбала. Фудбал се у Селевцу игра од двадесетих година 20-ог века али је клуб званично регистрован 1934. године.